# Bellingshausenovo more
Bellingshausenovo more je područje duž zapadne strane Antarktičkog poluotoka između 57°18'W i 102°20'W, zapadno od otoka Aleksandra I., istočno od Cape Flying Fish na otoku Thurston i južno od otoka Petra I. (tamo je južni Vostokkysten). Na jugu su, od zapada prema istoku, Obala Eights, Obala Bryan i Engleska obala (zapadni dio) Zapadne Antarktike. Zapadno od Cape Flying Fish spaja se s Amundsenovim morem.
Bellingshausenovo more ima površinu od 487 000 km2 i doseže najveću dubinu od 4,5 km. Sadrži podmorsku nizinu ravnicu Bellingshausen.
Ime je dobio po admiralu Thaddeusu Bellingshausenu, koji je istraživao to područje 1821.
U kasnom Pliocenu, prije otprilike 2,15 milijuna godina, asteroid Eltanin (promjera oko 1-4 km) udario je u rub Bellingshausenova mora (u Južnom oceanu). Ovo je jedini poznati udar u dubokooceanskom bazenu u svijetu.

## Vanjske poveznice
|  | Zajednički poslužitelj ima još gradiva o temi Bellingshausenovo more |

- Satelitska fotografija NASA Bellinghausen Sea
- Bellinghausenov morski klimatološki sustav niskog tlaka